# Lathrostizus forticanda
Lathrostizus forticanda là một loài tò vò trong họ Ichneumonidae.